# ISO 3166-2:ES
ISO 3166-2:ES è uno standard ISO che definisce i codici geografici della Spagna ed è un sottogruppo del codice ISO 3166-2.
Tali codici sono stati assegnati alle 17 comunità autonome, alle due città autonome — Ceuta e Melilla — e alle 50 province del paese e sono formati dalla sigla ES-, seguita da un codice fisso a due lettere per le comunità e le città autonome o variabile da una a due lettere per le province.
Si riportano anche i codici per le comunità autonome che sono parte dello standard ISO dal 21-06-2000 e aggiornati nel 2010.

## Lista dei codici

### Comunità autonome
| Codice | Comunità            |
| ------ | ------------------- |
| ES-AN  | Andalusia           |
| ES-AR  | Aragona             |
| ES-AS  | Asturie             |
| ES-IB  | Baleari             |
| ES-CN  | Canarie             |
| ES-CB  | Cantabria           |
| ES-CL  | Castiglia e León    |
| ES-CM  | Castiglia-La Mancia |
| ES-CT  | Catalogna           |
| ES-EX  | Estremadura         |
| ES-GA  | Galizia             |
| ES-RI  | La Rioja            |
| ES-MD  | Madrid              |
| ES-MC  | Murcia              |
| ES-NC  | Navarra             |
| ES-PV  | Paesi Baschi        |
| ES-VC  | Comunità Valenciana |

### Città autonome
| Codice | Città   |
| ------ | ------- |
| ES-CE  | Ceuta   |
| ES-ML  | Melilla |

### Province
| Codice | Provincia              |
| ------ | ---------------------- |
| ES-VI  | Álava                  |
| ES-AB  | Albacete               |
| ES-A   | Alicante               |
| ES-AL  | Almería                |
| ES-AS  | Asturie                |
| ES-AV  | Avila                  |
| ES-BA  | Badajoz                |
| ES-IB  | Baleari                |
| ES-B   | Barcellona             |
| ES-BI  | Biscaglia              |
| ES-BU  | Burgos                 |
| ES-CC  | Cáceres                |
| ES-CA  | Cadice                 |
| ES-CB  | Cantabria              |
| ES-CS  | Castellón              |
| ES-CR  | Ciudad Real            |
| ES-CO  | Cordova                |
| ES-CU  | Cuenca                 |
| ES-GI  | Gerona                 |
| ES-GR  | Granada                |
| ES-GU  | Guadalajara            |
| ES-SS  | Gipuzkoa               |
| ES-H   | Huelva                 |
| ES-HU  | Huesca                 |
| ES-J   | Jaén                   |
| ES-C   | La Coruña              |
| ES-RI  | La Rioja               |
| ES-GC  | Las Palmas             |
| ES-LE  | León                   |
| ES-L   | Lleida                 |
| ES-LU  | Lugo                   |
| ES-MD  | Madrid                 |
| ES-MA  | Malaga                 |
| ES-MC  | Murcia                 |
| ES-NC  | Navarra                |
| ES-OR  | Ourense                |
| ES-P   | Palencia               |
| ES-PO  | Pontevedra             |
| ES-Z   | Saragozza              |
| ES-SA  | Salamanca              |
| ES-TF  | Santa Cruz de Tenerife |
| ES-SG  | Segovia                |
| ES-SE  | Siviglia               |
| ES-SO  | Soria                  |
| ES-T   | Tarragona              |
| ES-TE  | Teruel                 |
| ES-TO  | Toledo                 |
| ES-V   | Valencia               |
| ES-VA  | Valladolid             |
| ES-ZA  | Zamora                 |